# Mista
Mista, Miguel Ángel Ferrer Martínez, född den 2 november 1978 i Caravaca de la Cruz, Murcia, är en spansk före detta fotbollsspelare (anfallare).